# Wimbledon Stadium

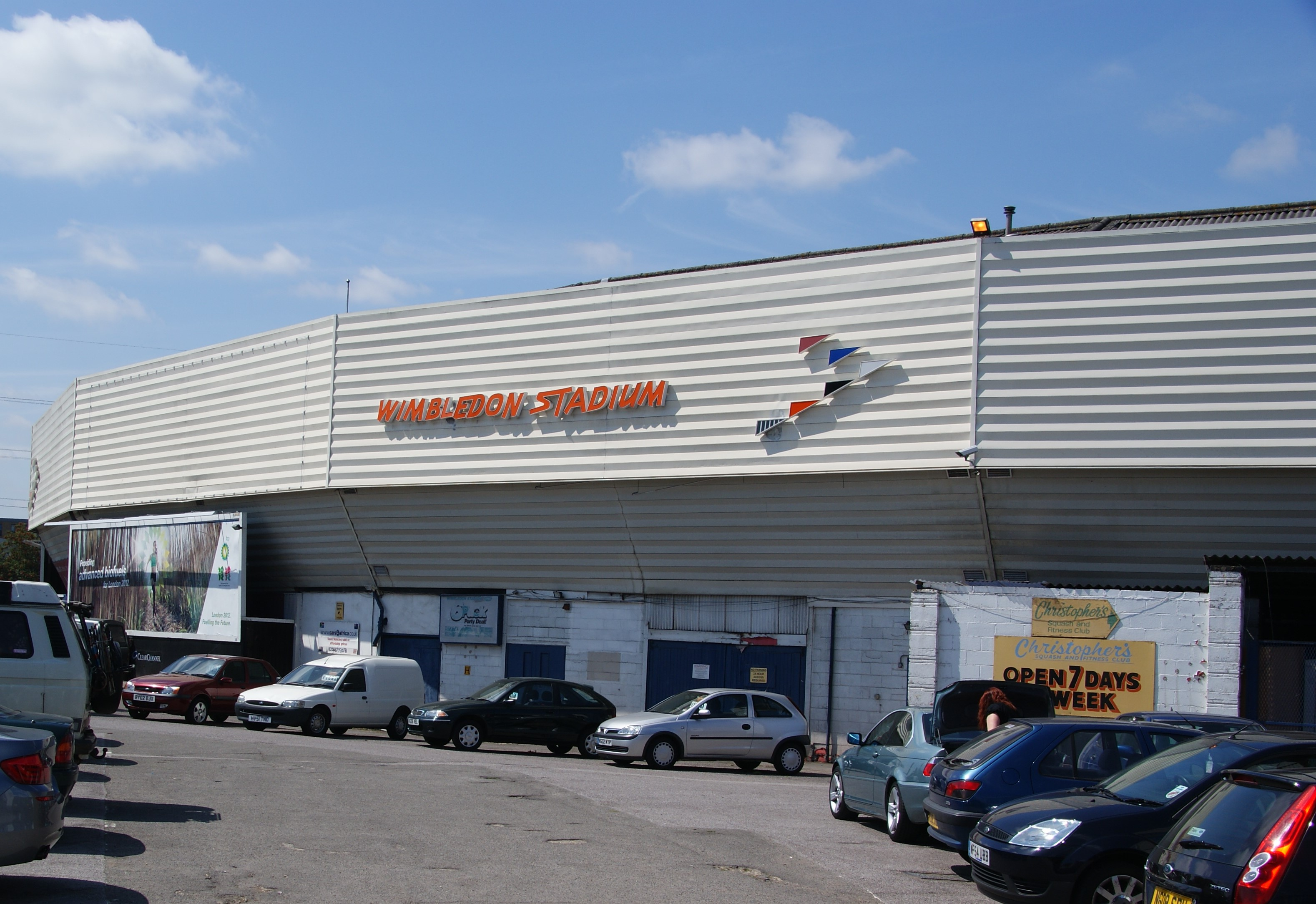
Wimbledon Stadium

Wimbledon Stadium, também conhecido como Wimbledon Greyhound Stadium é um estádio com pista para corrida de galgos localizada em Wimbledon, no sudoeste de Londres. Outros tipos de corrida também ocorrem no local, como speedway e stock car.
Em 1978, a banda britânica Queen gravou o polêmico clipe de "Bicycle Race" no estádio, com mais de 60 modelos profissionais andaram de bicicleta nuas ao redor do estádio.